# Tinerkouk
Tinerkouk ist eine Stadt mit 15.980 Einwohnern (Stand: 2008) in der Provinz Timimoun in der algerischen Sahara.